# Pion interstitialis
Pion interstitialis är en stekelart som beskrevs av Constantineanu 1970. Pion interstitialis ingår i släktet Pion och familjen brokparasitsteklar. Inga underarter finns listade i Catalogue of Life.